# 1984
1984 (MCMLXXXIV) je bilo prestopno leto, ki se je po gregorijanskem koledarju začelo na nedeljo.

## Dogodki
- 1. januar – Brunej postane neodvisna država
- 10. januar – Združene države Amerike in Sveti sedež po več kot 100 letih premora ponovno vzpostavita diplomatske odnose.
- 24. januar – podjetje Apple prvič predstavi osebni računalnik Macintosh.
- 7. februar –

- ameriška astronavta Bruce McCandless II in Robert L. Stewart na krovu raketoplana Challenger (misija STS-41-B) izvedeta prvi nezavarovan vesoljski sprehod.
- papež podeli cerkvi Marijinega obiskanja v Petrovčah status bazilike.

- 8.–19. februar – v Sarajevu potekajo 14. zimske olimpijske igre.
- 13. februar – Konstantin Černenko nasledi preminulega Jurija Andropova na položaju generalnega sekretarja Komunistične partije Sovjetske zveze.
- 18. februar – konkordat med Italijo in Svetim sedežem revidira Lateransko pogodbo.
- 6. marec – v Združenem kraljestvu se prične leto dni trajajoča stavka rudarjev.
- 15. april – v Rimu se odvije prvi Svetovni dan mladih.
- 19. april – Advance Australia Fair je proglašena za državno himno Avstralije.
- 6. junij –
  - indijska vojska napade sikhovsko svetišče Zlati tempelj v mestu Amritsar da bi pregnala separatiste, pri čemer umre več kot 1000 ljudi (po nekaterih ocenah do 2000).
  - ruski programer Aleksej Pažitnov s sodelavci izdela računalniško igro Tetris.
- 27. junij – francoska nogometna reprezentanca osvoji evropsko prvenstvo v nogometu z zmago 2:0 nad špansko.
- 1. julij – Lihtenštajn kot zadnja evropska država omogoči ženskam volilno pravico.
- 25. julij – sovjetska kozmonavtka Svetlana Savickaja postane prva ženska, ki je izvedla sprehod po vesolju, na krovu plovila Saljut 7.
- 28. julij–12. avgust – v Los Angelesu potekajo 23. poletne olimpijske igre, ki jih bojkotira 14 držav vzhodnega bloka, vključno s Sovjetsko zvezo.
- 4. avgust – afriška država Zgornja Volta spremeni ime v Burkina Faso.
- 30. avgust – krstni polet raketoplana Discovery (misija STS-41-D).
- 31. avgust – v Indiji izbruhnejo množični proti-sikhovski izgredi po tistem ko sikhovska varnostnika umorita indijsko premierko Indiro Gandhi.
- 19. november – vrsta eksplozij v skladišču nafte podjetja Pemex v Mexico Cityju povzroči obsežen požar in smrt okrog 500 ljudi.
- 3. december – Bhopalska nesreča: izpust metil izocianata iz tovarne pesticidov v indijskem mestu Bhopal umori več kot 8000 ljudi, pol milijona je poškodovanih.
- 19. december – Ljudska republika Kitajska in Združeno kraljestvo podpišeta dogovor o prepustitvi Hongkonga Kitajski 1. julija 1997.

### Neznani datum
- Ob 400 letnici izida Dalmatinove Biblije izide Jubilejni prevod Nove zaveze, ki leta 1996 postane sestavni del Slovenskega standardnega prevoda Svetega pisma.

## Rojstva
- 9. januar – Chiara Corbella Petrillo, italijanska laikinja in kandidatkinja za svetnico († 2012)
- 23. januar – Arjen Robben, nizozemski nogometaš
- 12. marec – Gregor Perič, slovenski politik in politolog
- 20. marec – Fernando Torres, španski nogometaš
- 24. marec – Jure Godler, slovenski skladatelj, pianist, komik in televizijski voditelj
- 26. marec – Felix Neureuther, nemški alpski smučar
- 30. marec – Mario Ančić, hrvaški teniški igralec
- 10. april – Mandy Moore, ameriška pevka in igralka
- 11. april – Žan Košir, slovenski deskar na snegu
- 23. april – Aleksandra Kostenjuk, ruska šahistka
- 1. maj – Mišo Brečko, slovenski nogometaš
- 8. maj – Mirko Nikolič Kajič, slovenski rokometaš
- 11. maj – Andrés Iniesta, španski nogometaš
- 14. maj – Mark Zuckerberg, ameriški programer in podjetnik, soustanovitelj Facebooka
- 17. maj – Andreas Kofler, avstrijski smučarski skakalec
- 24. maj – Vid Kavtičnik, slovenski rokometaš
- 9. junij – Wesley Sneijder, nizozemski nogometaš
- 18. junij – Žana Povše, slovenska pevka
- 7. julij – Aleš Vovk - Raay, slovenski glasbenik in glasbeni producent
- 14. julij – Samir Handanović, slovenski nogometaš
- 1. avgust – Bastian Schweinsteiger, nemški nogometaš
- 5. avgust – Uroš Kuzman, slovenski komik, glasbenik, matematik in fizik
- 13. avgust –
  - Niko Krajnčar, hrvaški nogometaš
  - Asta Vrečko, slovenska umetnostna zgodovinarka in političarka
- 31. avgust – Ted Ligety, ameriški alpski smučar
- 4. september – Bine Zupan, slovenski smučarski skakalec
- 6. september – Andraž Kirm, slovenski nogometaš
- 7. september – Vera Zvonarjova, ruska tenisačica
- 15. september – Harry Valižanski, britanski princ
- 16. september – Katie Melua, britansko-gruzijska pevka
- 27. september – Avril Lavigne, kanadska pevka in igralka
- 14. oktober – 
  - Monika Pučelj, slovenska pevka
  - Peter Šuhel, slovenski informatik, vodja kabineta predsednika vlade Janeza Janše
- 18. oktober – Lindsey Vonn, ameriška alpska smučarka
- 25. oktober – Katy Perry, ameriška pevka in igralka
- 14. november – Marija Šerifović, srbska pevka in evrovizijska zmagovalka
- 22. november – Scarlett Johansson, ameriška igralka
- 24. november – Maria Höfl-Riesch, nemška alpska smučarka
- 4. december – Matic Supovec, slovenski glasbenik in besedilopisec
- 7. december – Robert Kubica, poljski dirkač Formule 1
- 8. december – Blaž Švab, slovenski pevec in televizijski voditelj
- 16. december – Theo James, angleški igralec
- 22. december – Basshunter, švedski pevec, glasbeni producent in DJ
- 23. december – Mirko Mayer, slovenski novinar
- 26. december – Luka Cimprič, slovenski gledališki, televizijski, filmski igralec, voditelj
- 30. december – LeBron James, ameriški košarkar

## Smrti
- 7. januar – Alfred Kastler, francosko-nemški fizik, nobelovec (* 1902)
- 14. januar – Ray Kroc, ameriški poslovnež in podjetnik (* 1902)
- 20. januar – Johnny Weissmuller, avstrijsko-ameriški plavalec in igralec (* 1904)
- 22. januar –

- Chaïm Perelman, poljsko-belgijski filozof (* 1912)
- Vladimir Jurko Glaser, jugoslovanski fizik (* 1924)

- 9. februar – Jurij Vladimirovič Andropov, ruski politik (* 1914)
- 14. februar – Ivan Šumljak, slovenski profesor, planinec in markacist (* 1899)
- 21. februar –

- Mihail Aleksandrovič Šolohov, ruski pisatelj in nobelovec (* 1905)
- France Avčin, slovenski elektro inženir (* 1910)

- 5. marec – Tito Gobbi, italijanski baritonist (* 1913)
- 19. marec – Mile Klopčič, slovenski pesnik in prevajalec (* 1905)
- 25. marec – Alojzij Bolhar, slovenski profesor, prevajalec in publicist (* 1899)
- 26. marec – Branko Ćopić, srbski pisatelj (* 1915)
- 30. marec – Karl Rahner, avstrijski katoliški teolog (* 1904)
- 1. april – Marvin Gaye, ameriški pevec (* 1939)
- 4. april – Oleg Konstantinovič Antonov, ruski letalski konstruktor (* 1906)
- 8. april – Peter Leonidovič Kapica, ruski fizik (* 1894)
- 22. april – Ansel Adams, ameriški fotograf (* 1902)
- 16. maj – Andy Kaufman, ameriški komik (* 1949)
- 19. maj – Jožef Žabkar, slovenski nadškof in nuncij (* 1914)
- 11. junij – Enrico Berlinguer, italijanski politik (* 1922)
- 25. junij – Michel Foucault, francoski filozof (* 1926)
- 28. junij – Jigael Jadin, izraelski arheolog, politik in general (* 1917)
- 26. julij – George Gallup, ameriški statistik (* 1901)
- 5. avgust – Richard Burton, valižanski igralec (* 1925)
- 13. avgust – Tigran Vartanovič Petrosjan, armenski šahist (* 1929)
- 16. avgust – Dušan Radović, srbski pesnik, pisatelj in novinar (* 1922)
- 25. avgust – Truman Capote, ameriški pisatelj (* 1924)
- 29. avgust – Mohamed Nagib, egiptovski častnik in državnik (* 1901)
- 14. oktober – Martin Ryle, angleški astronom, nobelovec (* 1918)
- 19. oktober –

- Henri Michaux – francoski slikar in pesnik belgijskega rodu (* 1899)
- Buddy Moss – ameriški blues kitarist (* 1914)
- Jerzy Popiełuszko, poljski duhovnik, mučenec in svetnik (* 1947)

- 20. oktober –

- Carl Ferdinand Cori, češko-ameriški biokemik, nobelovec (* 1896)
- Paul Dirac, britanski fizik in matematik ter nobelovec (* 1902)

- 21. oktober – François Truffaut, francoski filmski režiser (* 1932)
- 26. oktober – Franc Šebjanič, slovenski pedagog, zgodovinar, novinar, raziskovalec (* 1920)
- 31. oktober – Indira Gandhi, indijska političarka (* 1917)
- 2. november – Aleš Kunaver, slovenski alpinist (* 1935)
- 2. december – Harry Sukman, ameriški filmski in televizijski skladatelj (* 1912)
- 3. december – Mirko Kunčič, slovenski mladinski pesnik in pisatelj, (* 1899)
- 14. december – Vicente Aleixandre, španski pesnik, nobelovec (* 1898)
- 28. december – Sam Peckinpah, ameriški filmski režiser in scenarist (* 1925)

## Nobelove nagrade
- Fizika: Carlo Rubbia, Simon van der Meer
- Kemija: Robert Bruce Merrifield
- Fiziologija ali medicina: Niels Kaj Jerne, Georges J.F. Köhler, César Milstein
- Književnost: Jaroslav Seifert
- Mir: škof Desmond Mpilo Tutu